# 에리다누스자리 51 b

51 에리다니 b(51 Eridani b)는 10.5광년 떨어져 있는 목성급 질량을 가진 외계 행성이다. 2015년 8월에 발표되었지만 2014년 12월 Gavini Planet Imager를 사용하여 발견되었다. 이 프로젝트는 Kavli 입자 천체 물리학 및 우주론 연구소가 주도한 국제 프로젝트다. 51 Eridani b는 Gemini Planet Imager에 의해 처음 발견된 외계 행성이다. 과학자들은 질량이 목성의 2배 정도로 추정하고 있다. 이 행성은 매우 중요한데, 그 이유는 모항성이 2,000만년 밖에 되지 않고, 초기의 목성과 비슷하다고 생각되기 때문이다.